# Рахматуллін Тимур Мінгалієвич
Тімур Мінгаліевич Рахматуллін (рос. Тимур Мингалиевич Рахматуллин; нар. 24 лютого 1983) — російський футболіст, воротар.

## Життєпис
Вихованець стерлітамакського футболу. Футбольну кар'єру розпочав в місцевому аматорському клубі «Локомотива», по ходу сезону перейшов до клубу другого дивізіону «Содовик». Проте у сезонах 2000—2001 років на поле в офіційних матчах за стерлімацький клуб не виходив. Вперше в складі «Содовика» вийшов на поле 9 травня 2003 року в програному в серії післяматчевих пенальті (0:2) поєдинку 1/256 фіналу проти магнітогорського «Металурга-Метизника». Тімур вийшов на поле в стартовому складі та відіграв увесь матч. Єдиний поєдинок у чемпіонаті Росії за стерлімацький клуб в програному (0:4) виїзному поєдинку 44-о туру проти грозненського «Терека». Рахматуллін вийшов на поле на 85-й хвилині, замінивши Руслана Галігузова. У складі «Содовика» зіграв 2 матчі — по 1-у в чемпіонаті та кубку Росії.
У 2008 році перейшов до «Сибіряка». Дебютував за команду з Братська 28 липня 2008 року в програному (1:4) виїзному поєдинку 18-о туру зони «Схід» другого дивізіону проти омського «Іртиша-1946». Тімур вийшов на поле на 70-й хвилині, замінивши Євгена Желякова. У команді виступав протягом двох сезонів, за цей час зіграв 29 матчів у Другому дивізіоні та провів 1 поєдинок у кубку Росії.
У 2010 році перейшов до «Чити». Дебютував у футболці «городян» 3 травня 2010 року в програному (0:2) виїзному поєдинку 1/256 фіналу кубку Росії проти іркутського «Радіана-Байкалу». Тімур вийшов на поле в стартовому складі та відіграв увесь матч. У Другому дивізіоні дебютував 5 вересня 2010 року в переможному (3:2) домашньому поєдинку 24-о туру зони «Схід» Другого дивізіону проти новокузнецького «Металурга-Кузбасу». Рахматуллін вийшов на поле на 87-й хвилині, замінивши Андрія Синіцина. За два сезони в Другому дивізіоні зіграв 27 матчів, ще 2 матчі провів у кубку Росії.
Напередодні початку сезону 2012/13 років був орендований «Сибіряком». Дебютував у футболці братського колективу 11 липня 2012 року в переможному (4:0) домашньому поєдинку 1/256 фіналу кубку Росії проти красноярської «Реставрації». Рахматуллін вийшов на поле в стартовому складі та відіграв увесь матч. У Другому дивізіоні дебютував за «Сибіряка» 15 липня 2012 року в програному (0:2) виїзному поєдинку 1-о туру зони «Схід» проти «Зміни» (Комсомольськ-на-Амурі). Тімур вийшов на поле в стартовому складі та відіграв увесь матч. У команді відіграв два сезони, за цей час у Другому дивізіоні зіграв 45 матчів, ще 2 поєдинки провів у кубку Росії. По завершенні сезону 2013/14 років покинув розташування «Сибіряка».
У 2015 році перейшов у ФК «Стерлітамака», який виступав у чемпіонаті республіки Башкоростан. У команді провів два сезони.